# José Manuel Garcia Cordeiro
José Manuel Garcia Cordeiro (Vila Nova de Seles, Angola, 29 de Maio de 1967) é um arcebispo católico português, sendo actualmente Arcebispo Primaz de Braga.
Foi empossado como Arcebispo de Braga em 12 de fevereiro de 2022, na Sé Catedral de Braga.

## Biografia
Nasceu em Vila Nova de Seles, Angola, em 1967 e em 1975 foi para Parada, Alfândega da Fé. Estudou nos seminários diocesanos de Vinhais, Bragança e Porto.
Recebeu a Ordenação Diaconal na Igreja do Seminário de São José, em Bragança, a 6 de Maio de 1990.
Ainda enquanto diácono foi nomeado Diretor Espiritual do Seminário Menor, Médio e Maior de S. José em Bragança em 1990-1991, cargo que exerceria até ao ano letivo de 1998-1999.
Foi ordenado presbítero na Igreja do Seminário de São José, em Bragança, em 16 de Junho de 1991.
Licenciou-se em Teologia pela Faculdade de Teologia da Universidade Católica Portuguesa no Porto em 13 de Novembro de 1991.
Entre os anos de 1991 e de 1998 teve um ativo ministério presbiteral na Diocese de Bragança-Miranda, exercendo diversos cargos e serviços pastorais, entre os quais se destacam:
- Diretor do Pré-Seminário Diocesano de 1991-1992 a 1998-1999;
- Diretor do Secretariado Diocesano da Pastoral Vocacional de 1990-1991 a 1998-1999;
- Presidente do Centro Social Escolar Padre Cristóvão Gil de 1992 a 1999;
- Mestre das Celebrações Litúrgicas Episcopais de 1990 a 1999;
- Entre 1990 a 1999 foi Pároco de várias comunidades do concelho de Bragança: Cova de Lua, Bragança (1990-1991); S. Nicolau de Salsas e anexas: Freixeda, Moredo e Vale de Nogueira (1991-1992); Paróquia Escolar de Nossa Senhora da Conceição, Bragança (1992-1999); Sortes e Mós com as anexas: Viduedo e Lanção (1996-1997); Grijó de Parada e anexas: Freixedelo e Carocedo (1998-1999);
- Diretor do Secretariado Diocesano da Pastoral Juvenil de 1995 a 1997;
- Diretor do Secretariado Diocesano de Liturgia de 1997 a 1999;
- Presidente do Departamento da Educação da Fé e Vocação de 1995 a 1997;
- Presidente do Departamento de Liturgia e Cultura de 1998-1999;
- Arcipreste de Bragança de 1996 a 1999;
- Membro da Comissão executiva do Congresso Histórico de Bragança e da comissão para a comemoração dos 450 anos da Diocese de Bragança-Miranda, 1995-1996;
- Delegado Episcopal para o Diaconado Permanente de 1993-1999;

No mesmo período (1989-1999) exerceu a atividade docente em algumas Instituições da Diocese de Bragança-Miranda, entre as quais destacam-se o Seminário Diocesano de S. José e no Instituto Diocesano de Estudos Pastorais.
No ano letivo de 1998-1999 foi indicado pelo então bispo de Bragança-Miranda para obter uma especialização na área da Liturgia em Roma, tendo concluído a Licenciatura em Liturgia a 16 de Janeiro de 2002 e o Doutoramento a 6 de Março de 2004 no Pontifício Instituto Litúrgico do Pontifício Ateneu de Santo Anselmo.
Foi nomeado Vice-Reitor do Pontifício Colégio Português em Roma no ano de 2001-2002 e em 2005-2006 passou a Reitor do mesmo Colégio até ao ano de 2011.
Durante o período que permaneceu em Roma (1990 a 2011) leccionou várias disciplinas, mormente relacionadas com a sua especialização em Liturgia, na Faculdade de Teologia da Pontifícia Universidade de São Tomás de Aquino (Angelicum) e no Pontifício Instituto Litúrgico, em Roma.
É autor de várias obras e artigos publicados em jornais e revistas de importância científica e doutrinal.

### Episcopado

#### Bispo deBragança-Miranda
A 18 de Julho de 2011 foi nomeado Bispo de Bragança-Miranda pelo Papa Bento XVI.
A sua Ordenação Episcopal e tomada de posse ocorreu a 2 de Outubro de 2011 na Catedral de Bragança, tendo escolhido como lema do seu episcopado “Ad docendum Christi mysteria”. Foram ordenantes o Cardeal-Patriarca de Lisboa D. José da Cruz Policarpo e os seus antecessores no governo da Diocese, D. António José Rafael e D. António Montes Moreira.
Desde 2011 é vogal da Comissão Episcopal para a Liturgia e Espiritualidade e da Comissão Episcopal para as Vocações e Ministérios, da Conferência Episcopal Portuguesa.
Em 15 de Maio de 2012 foi empossado como académico correspondente da Academia Internacional da Cultura Portuguesa. A sessão de investidura teve lugar na sede da instituição, em Lisboa, onde o prelado fez uma dissertação sobre o tema “Do Movimento Litúrgico à Reforma Litúrgica em Portugal”.

#### Arcebispo Primaz deBraga
Em 3 de dezembro de 2021 foi publicada a sua nomeação como novo arcebispo de Braga. Tomou posse a 12 de fevereiro de 2022, com entrada solene na Sé a 13 de Fevereiro de 2022, às 16h.

## Ordenações

### Ordenações episcopais
Foi o principal sagrante dos seguintes bispos:
- Delfim Jorge Esteves Gomes (2022)
- Roberto Rosmaninho Mariz (2023)
- Nélio Pereira Pita, C.M. (2025)